# Ligne fortifiée

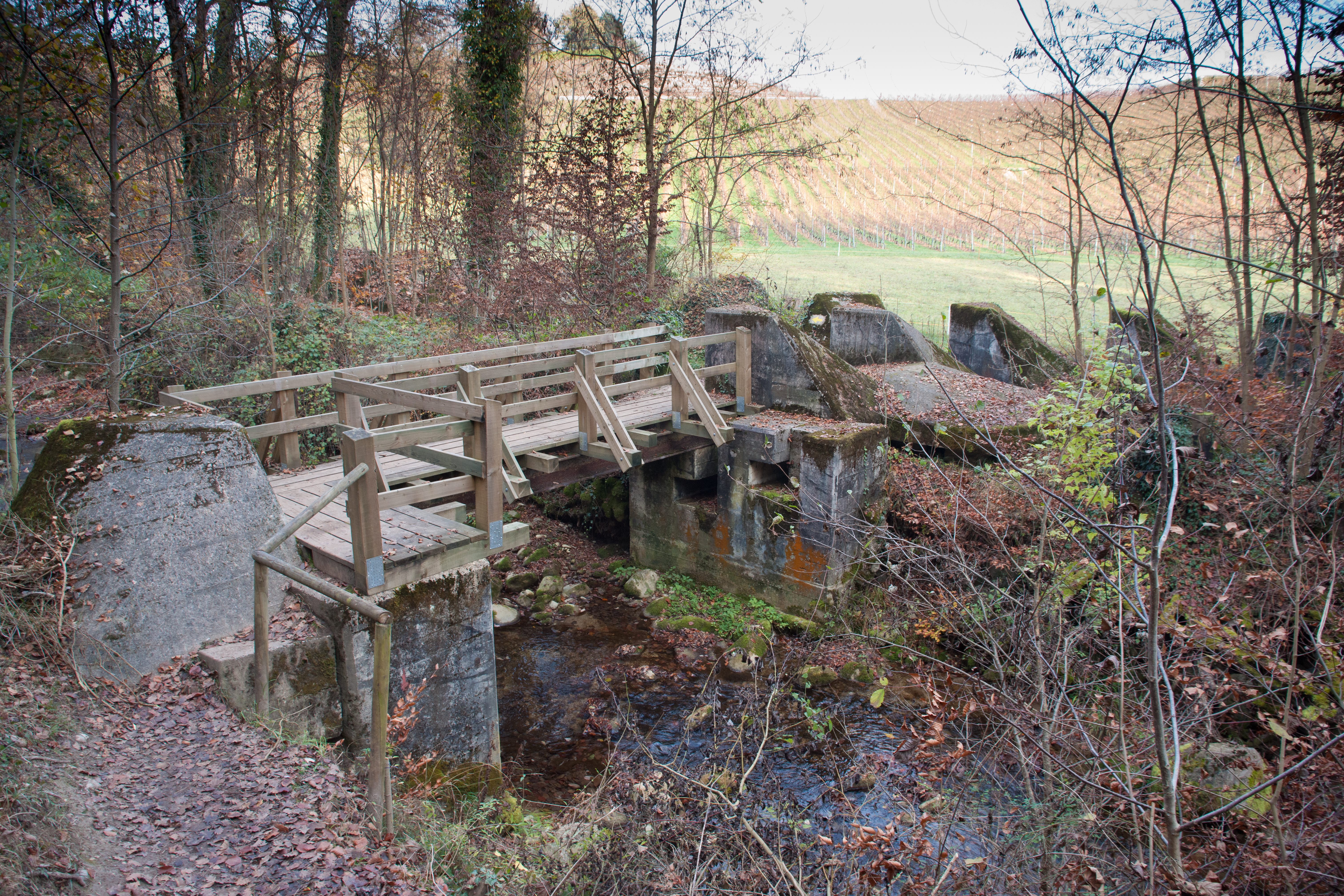
Ligne fortifiée de la Promenthouse (Suisse) - pont construit sur des toblerones antichars

Une ligne fortifiée est une ligne de positions défensives comprenant des fortifications, permanentes, ou non, continues ou discontinues.

## Catégories
Les travaux de fortification passagère forment deux catégories principales :
1. Les ouvrages simples ;
2. Les lignes ou travaux de fortification destinés à couvrir :
  - une armée,
  - un camp,
  - à fermer une trouée,
  - voire la totalité de la frontière.

## Constitution
La ligne fortifiée, d'emploi commode dans la défense, ne permet pas à la troupe de prendre l'offensive. Parmi les différents tracés, les plus utiles sont la ligne :
- À redans
- Tenaillée
- À crémaillère.

La ligne des groupes d'ouvrages continus est constituée d'une série de redoutes ou de lunettes réunies par des retranchements légers se soutenant mutuellement.
On appelle également ligne fortifiée une suite de fortifications permanentes et continue destinée à protéger une frontière comme la ligne Maginot ou la ligne Siegfried.

## Les différents types de lignes

### Ligne d'arrêt
Une ligne d'arrêt est une petite fortification s'appuyant sur des obstacles naturels placés en arrière pour doubler certaines positions fortifiées.

### Ligne de défense
Une ligne de défense est une ligne droite qui joint un saillant d'un bastion au flanquant le plus rapproché sur la courtine. 
C'est aussi la position sur laquelle une armée peut résister aux attaques de l'ennemi.

### Ligne d'eau
Une ligne d'eau désigne un réseau de fortifications et de cours d'eau organisés de manière à former un dispositif militaire défensif protégeant une zone géographique. La ligne d'eau fonctionne notamment par le biais d'inondations volontaires des champs afin de limiter les possibilités de déplacement d'éventuels envahisseurs.

### Ligne de feu
Une ligne de feu est la crête intérieure d'un parapet d'où partent les coups de feu des défenseurs.
C'est aussi l'endroit où deux armées sont face à face on l'appelle alors ligne de front.

### Ligne de moindre résistance
Une ligne de moindre résistance est l'endroit où une mine doit nécessairement faire explosion.

### Ligne d'investissement
Une ligne d'investissement est un tracé autour d'une place forte investie et occupée par un cordon de troupes chargées d'intercepter les communications.

### Ligne magistrale
Une ligne magistrale est une ligne de fortification entourant immédiatement le point que l'on veut défendre.

## Quelques lignes ou murs fortifiés

### Schutzwall West
La ligne Schutzwall West appelée  ligne Siegfried par les Alliés est une ligne de fortifications construite durant la Seconde Guerre mondiale par l'Allemagne, à peu près sur le long de l'ancienne frontière franco-allemande de 1870-1918. 
Partant de Sarrebourg elle passait par Cirey-sur-Vezouze, Blâmont, Badonviller, Baccarat, Raon-l'Étape, Saint-Dié, Fraize, Gérardmer, Le Thillot, Giromagny, Héricourt, Montbéliard et se terminait à Delle.
Elle fut édifiée par 30 000 jeunes des jeunesses hitlériennes, la ligne est originaire d'Alsace et de Bade qui fut emmenée et logée sur place afin d'effectuer les travaux de fortifications. Par la suite, cette main-d'œuvre fut aidée par la réquisition obligatoire de la population civile des localités où passait la Schutzwall West. L'édification de ce mur était supervisée par des commandos de la Gestapo de la Sicherheitspolizei chargés en outre de la protection de l'ouvrage contre les tentatives de destruction par la résistance française.

### Autres lignes ou murs
- En France
  - Forteresses des Marches de Bretagne
  - Ceinture de fer (dont Pré carré)
  - Système Séré de Rivières
  - Ligne Maginot
  - Mur de l'Atlantique
  - Ligne Hindenburg (ligne Siegfried pour l'Allemagne)
  - Ligne Chauvineau
  - Mur de la Méditerranée
  - Ligne Mollard (Corse)

- En Europe
  - Mur d'Hadrien
  - Mur d'Antonin
  - Limes de Germanie
  - Limes du Danube (Roumanie, Bulgarie, Serbie, Croatie)[2]
  - Ligne Molotov
  - Ligne Staline
  - Mur alpin
  - Fortifications tchécoslovaques (ligne Beneš)
  - Mur d'Anastase
  - Réduit national
  - Ligne Hitler
  - Ligne Devèze (Belgique)
  - Ceinture fortifiée de Liège (Belgique)
  - Ligne de défense d'Anvers (Belgique)
  - Ligne KW (Belgique)
  - Ligne César
  - Ligne Gustave
  - Ligne gothique
  - Ligne KW
  - Mur de l'Atlantique (hors France)
  - Ligne Aliakmon
  - Ligne Kalix
  - Ligne Mannerheim
  - Ligne Metaxás
  - Rideau de fer (dont Mur de Berlin)
  - Ligne de Floriana
  - Ligne Schuster
  - Ligne Salpa
  - Ligne Rupnik
  - Ligne P
  - Ligne d'eau hollandaise
  - Ligne fortifiée de la Promenthouse (des Toblerones)
  - Ligne fortifiée du Nord-Caucase

- En Asie
  - Limes Arabiscus
  - Grande muraille
    - Grande muraille de Hushan
    - Grande muraille du sud de la Chine

  - Ligne Gin Drinkers

- En Afrique
  - Limes Tripolitanus[3]
  - Limes Africanus (Fossatum Africae)
  - Limes Mauretaniae
  - Fossa regia
  - Ligne Mareth
  - Ligne Challe
  - Ligne Morice
  - Ligne des sables